# Ahja (rivier)
De Ahja is een zijrivier van de grotere rivier Emajõgi in het zuidoosten van Estland. Met een lengte van 95 km is het een van de langste rivieren van het land en de op drie na langste zijrivier. Het stroomgebied is 1.073 km². De rivier heeft een verval van 88 meter.
De Ahja is een van de meest populaire recreatiegebieden voor inwoners van Tartu, de tweede stad van Estland. De rivier wordt beschouwd als een van de mooiste in Estland.
In 1951 werd in de rivier een waterkrachtcentrale gebouwd. Hierdoor ontstond het Saesaare-reservoir en een lang en kronkelig traject populair bij kanoërs.

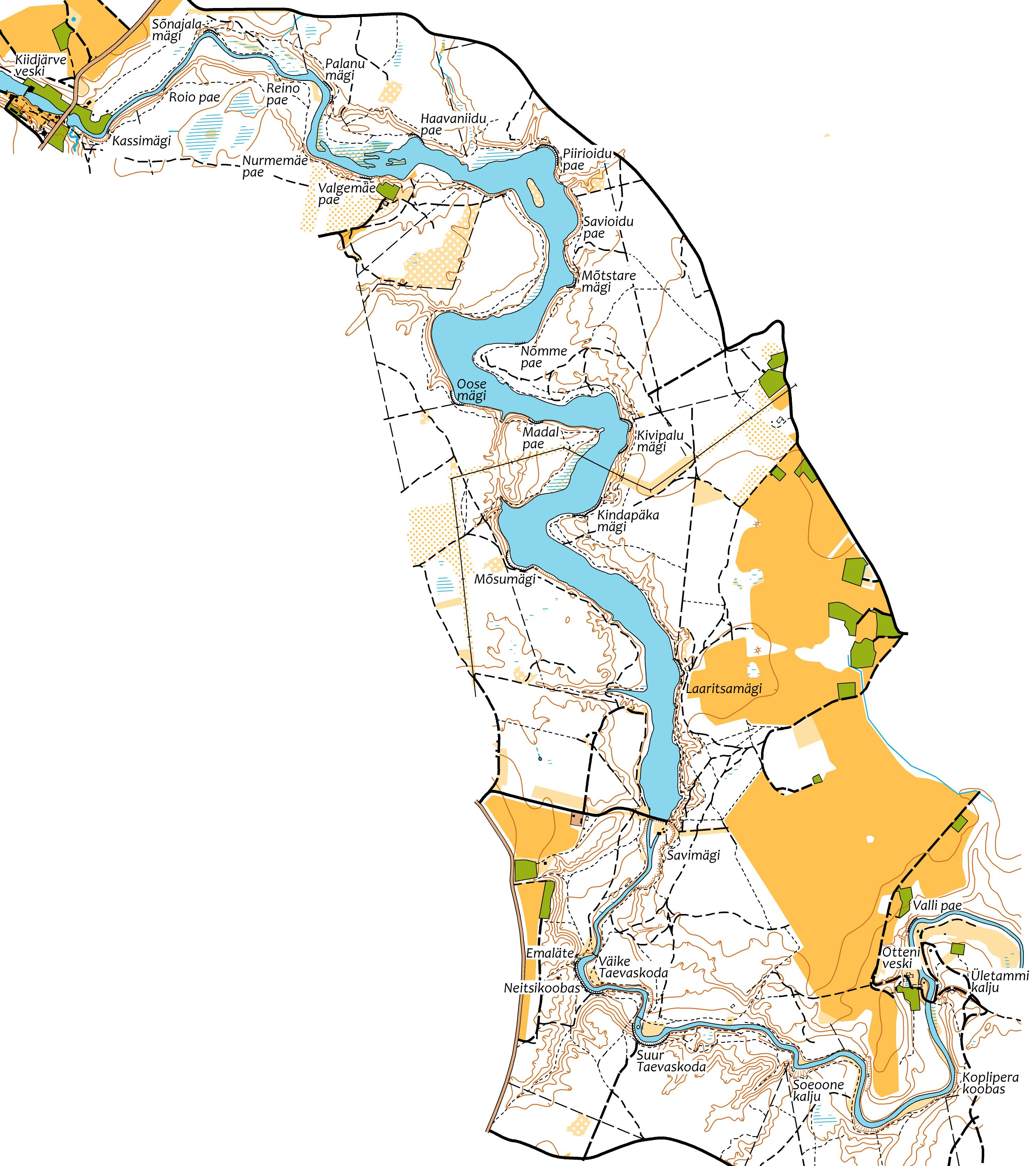
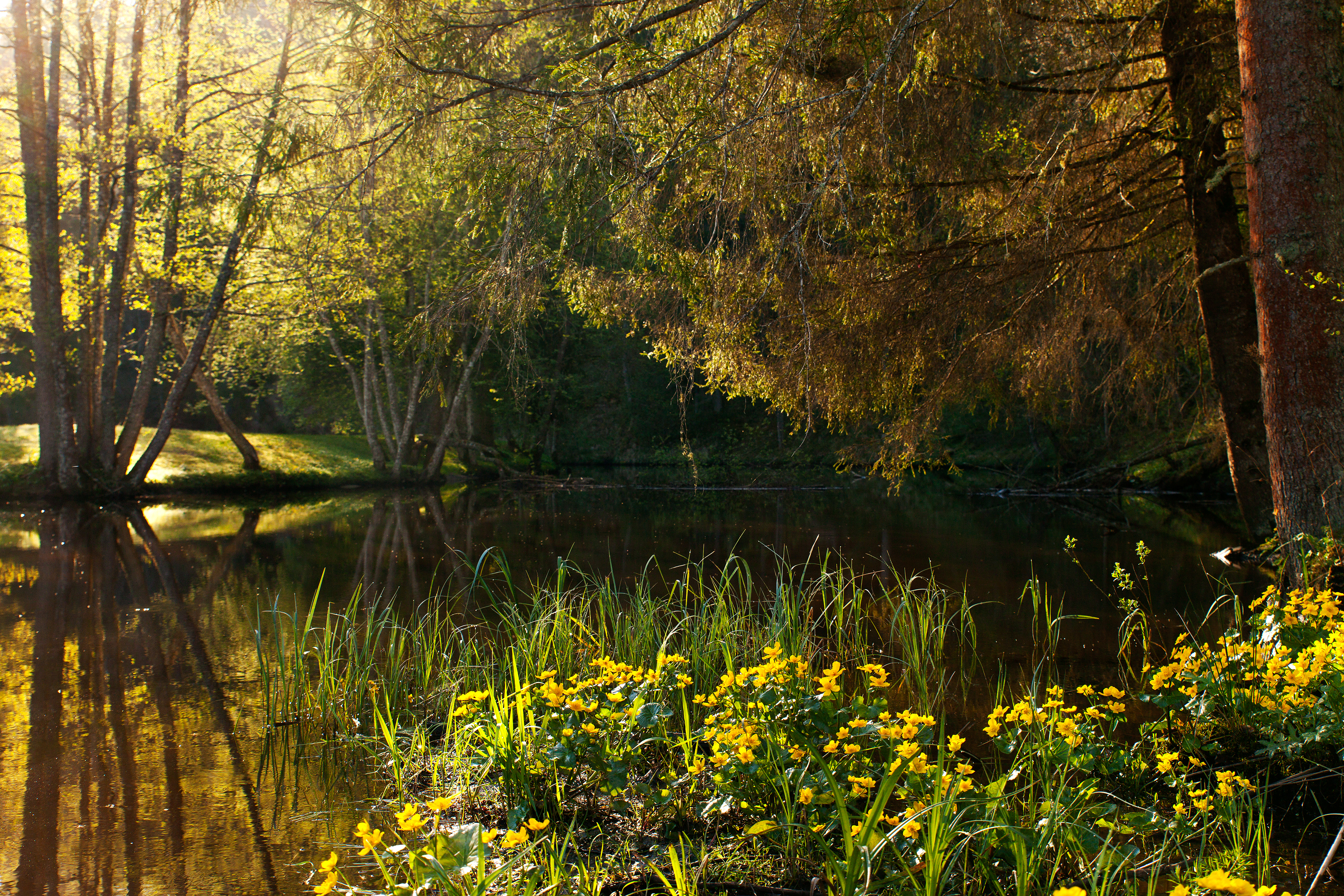
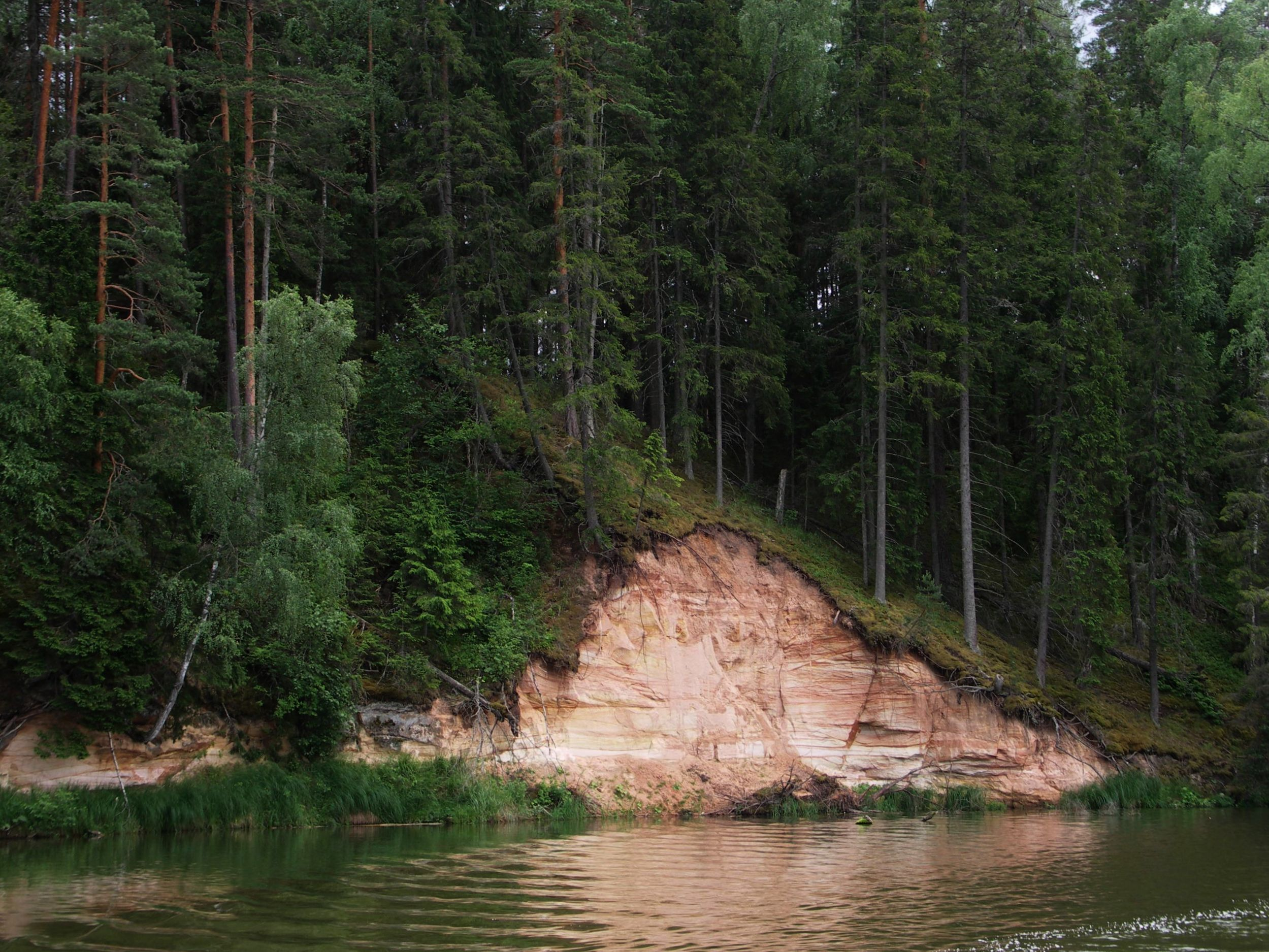
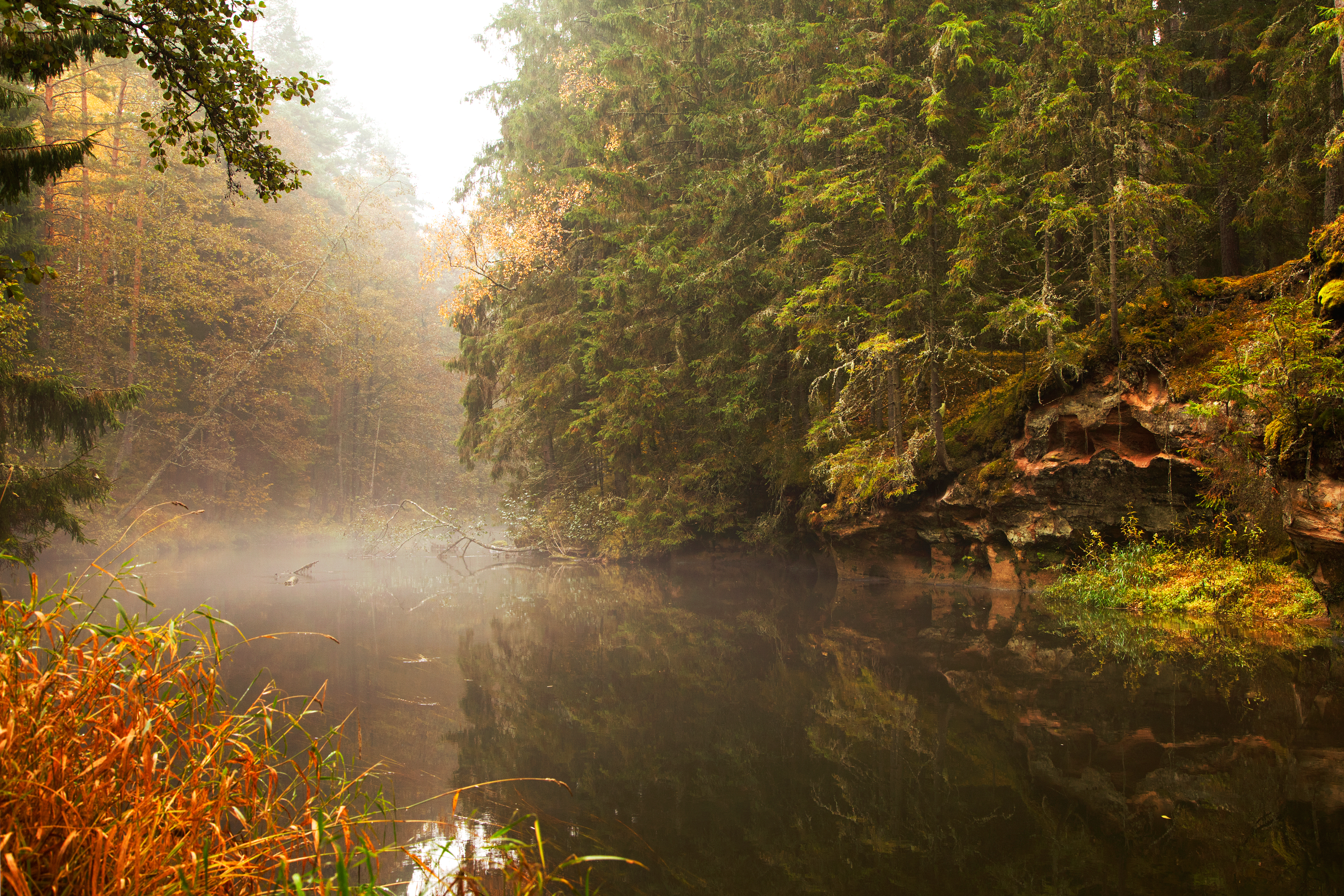
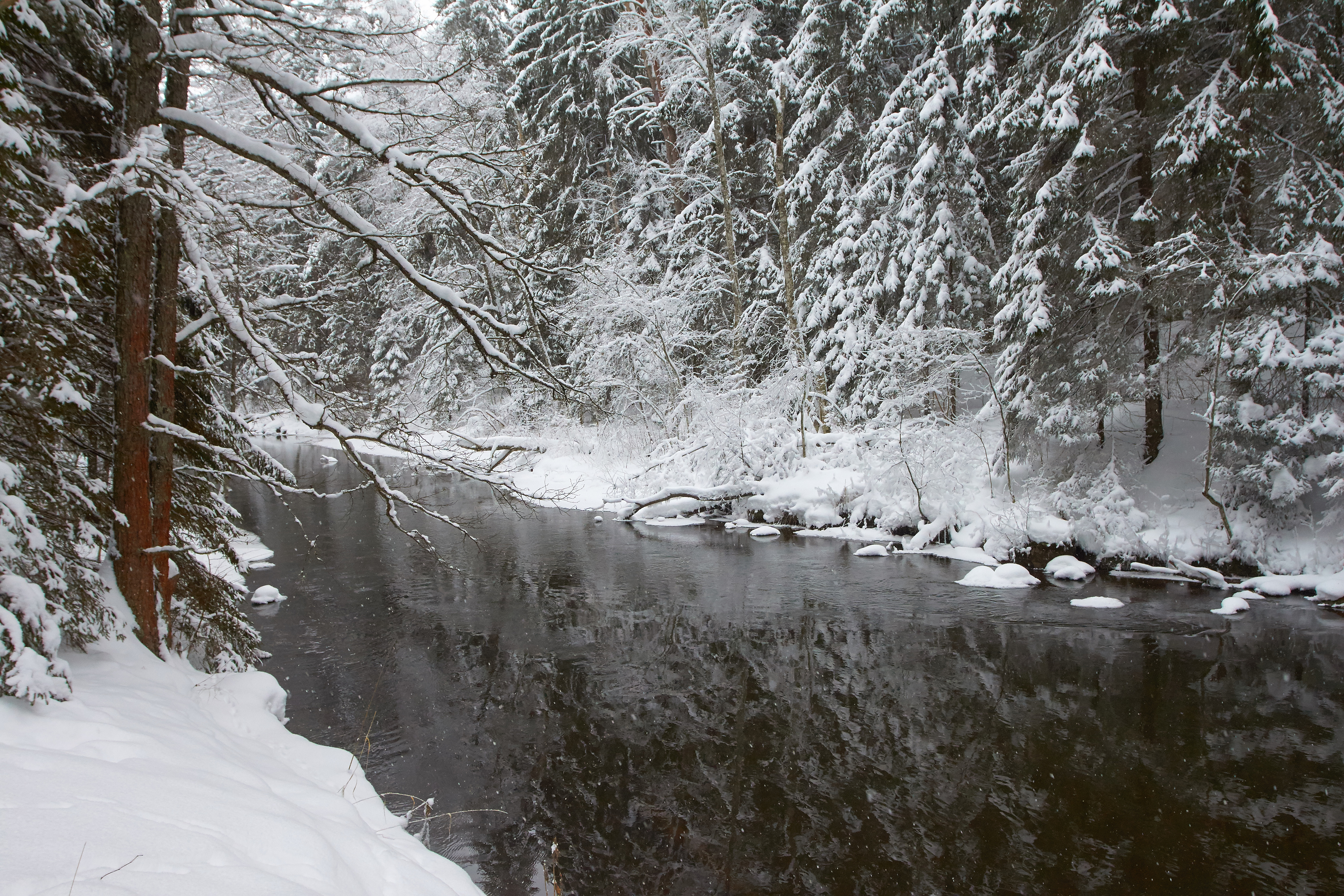